# Imre Gyenge
Imre Gyenge (auch Emmerich Gyenge) (geboren am 28. Dezember 1925 in Raab (Győr)/Ungarn; gestorben 1996 in Oberwart) war Pfarrer der reformierten Gemeinde Oberwart und Landessuperintendent der Evangelischen Kirche H.B. in Österreich. 

## Leben
Gyenge studierte Theologie am Reformierten Kollegium in Pápa. Danach war er Vikar in Szentgál und Veszprém. Von dort wurde er 1952 als Pfarrer der Reformierten Kirche in Oberwart berufen. Um die Ausreise aus Ungarn zu ermöglichen, wurde die Berufung zum „Staatsinteresse“ erklärt. Im Oktober 1953 trat er seinen Dienst an, die tatsächliche Amtseinführung konnte jedoch erst nach Erlangung der österreichischen Staatsbürgerschaft und der Nostrifizierung seines Diploms am 11. November 1954 erfolgen.
Ab 1968 war er drei Funktionsperioden lang bis 1986 Landessuperintendent der Evangelischen Kirche H.B. in Österreich und somit gleichzeitig stellvertretender Vorsitzender des Oberkirchenrates A.B und H.B. Bis zu seiner Pensionierung im Jahr 1991 blieb er Pfarrer in Oberwart.
Er war verheiratet und hatte zwei Kinder.
Während der Amtszeit Gyenges fand ein erheblicher Strukturwandel seiner Gemeinde statt. Weg von einer eher bäuerlich geprägten und stark von Ungarn dominierten Gemeinde hin zu einem rasch wachsenden und zunehmend industrialisierten Bezirksvorort, in dem die Magyaren zur Minderheit wurden.

### Gemeindearbeit
Gyenge hat viel Energie in die Gemeindearbeit investiert. So reaktivierte er das Laientheater und schrieb zum Teil selbst Stücke dafür. Er gründete eine Volkstanzgruppe und kümmerte sich auch um den schon lange bestehenden Leseverein. Auf sein Betreiben wurde ein Gemeindesaal gebaut und ein Lebensmittel-Kaufhaus eingerichtet. Das Kaufhaus sollte die finanziellen Hilfsmittel für die Gemeindearbeit liefern.
Als Mitglied des Volksgruppenbeirates im Bundeskanzleramt diente er auch der magyarischen Volksgruppe in Österreich.

### Prediger und Wissenschaftler
In der Abschiedspredigt des damaligen Landessuperintendenten Peter Karner im Jahr 1996 zum Tod von Gyenge beschreibt er diesen wie folgt: „Ein Kanzelredner, ein Prediger, der sich ganz gegeben hat – wie eine Kerze, die an zwei Enden brennt.“
Viele der beliebten Predigten Gyenges wurden vom ORF und vom Freien Radio München übertragen und sind auch in Buchform erschienen. In seiner wissenschaftlichen Funktion als Kirchenhistoriker schrieb er an der Universität Debrecen eine Dissertation über den Kalvinismus im Burgenland. Weiters verfasste Gyenge theologische Abhandlungen, die in deutschsprachigen und ungarischsprachigen Zeitungen und Zeitschriften erschienen. Außerdem war er Vorstandsmitglied des Institutes für protestantische Kirchengeschichte.

### Oberwartkonferenz
Gyenge engagierte sich stark für die Ökumene und war u. a. Mitglied der „Gemischten Kommission“ für den innerchristlichen Dialog. Er rief 1961 die „Oberwartkonferenz“ ins Leben. Hier kamen trotz des Kalten Krieges regelmäßig Theologen aus West und Ost zusammen und es wurde eine Brücke über den Eisernen Vorhang geschlagen.
Für seine Verdienste um die Kirche in Osteuropa erhielt er 1977 das Ehrendoktorat der Universität Klausenburg (Cluj) und 1990 der Universität Debrecen.

## Ehrungen und Auszeichnungen
Gyenge erhielt Auszeichnungen der Republik Österreich und wurde zum Ehrenbürger von Oberwart ernannt. Der „Dr. Emmerich Gyenge-Platz“ in Oberwart ist nach ihm benannt.

## Werke
- 7. Internationale Theologische Konferenz, Oberwart. In: Reformiertes Kirchenblatt. Band 5. Evangelischer Oberkirchenrat H.B., Wien 1973.
- Die evangelische Pfarrgemeinde HB Oberwart. In: Ladislaus Triber (Hrsg.): Die Obere Wart. Festschrift zum Gedenken an die Wiedererrichtung der Oberen Wart im Jahre 1327. Oberwart 1977, S. 431–457.
- Radiopredigten. In: Peter Karner (Hrsg.): „Aktuelle Reihe“ des Reformierten Kirchenblattes. Nr. 10. Evangelischer Oberkirchenrat H.B., Wien 1978.
- Der Ungarische Landtag zu Ödenburg 1681 und die Artikulargemeinden. In: Peter F. Barton (Hrsg.): Im Lichte der Toleranz. Aufsätze zur Toleranzgesetzgebung des 18. Jahrhunderts in den Reichen Joseph II., ihren Voraussetzungen und ihren Folgen. Studien und Texte zur Kirchengeschichte und Geschichte; 2. Reihe. Band IX. Böhlau, Wien 1981, S. 33–58.
- u. a.: Ulrich Zwingli. Reformator. In: Die aktuelle Reihe. Nr. 27. Evangelischer Oberkirchenrat H.B., Wien 1984.
- Predigten, Texte, Ansprachen. In: Peter Karner (Hrsg.): „Aktuelle Reihe“ des Reformierten Kirchenblattes. Nr. 33. Evangelischer Oberkirchenrat H.B., Wien 1996.